# Mémorial du génocide de Jabana
Le mémorial du génocide de Jabana commémore les massacres commis contre les Tutsi en 1994 sur le territoire de l’actuel secteur de Jabana (district de Gasabo, ville de Kigali), lors du Génocide de 1994 perpétré contre les Tutsi au Rwanda. Le site accueille des cérémonies de recueillement et d’inhumation/réinhumation, ainsi que des activités de mémoire portées par les rescapés, les institutions et les entreprises locales.

## Emplacement

### Localisation
Le mémorial se trouve au nord de Kigali, dans le district de Gasabo, secteur de Jabana. La presse locale le situe à proximité de Kabuye (secteur/aire de Kabuye au sein de Jabana), sur l’axe industriel de la vallée de la Nyabugogo.

### Contexte
| \| 150 km1:3 445 000 \| Kibuye Gisenyi Bisesero Ntarama Kigali Nyamata Murambi Rusiga |
| 150 km1:3 445 000                                                                     |

| Mémoriaux du génocide des Tutsis au Rwanda |
| (2018) Année d'inauguration                |

Le site fait partie du réseau des lieux de mémoire dédiés aux victimes du génocide contre les Tutsi, présents dans l’ensemble du pays, dont plusieurs se situent dans la ville de Kigali (par ex. Mémorial du génocide de Kigali à Gisozi).
Quelques sites commémoratifs font partie du patrimoine mondial de l'UNESCO.

## Histoire

Communes du Rwanda en 1994

À l’issue du génocide, des opérations d’inhumation et de réinhumation ont été menées pour rassembler les restes des victimes provenant de Jabana et des secteurs voisins. Des institutions et organisations de la société civile y tiennent régulièrement des cérémonies commémoratives (Kwibuka),.

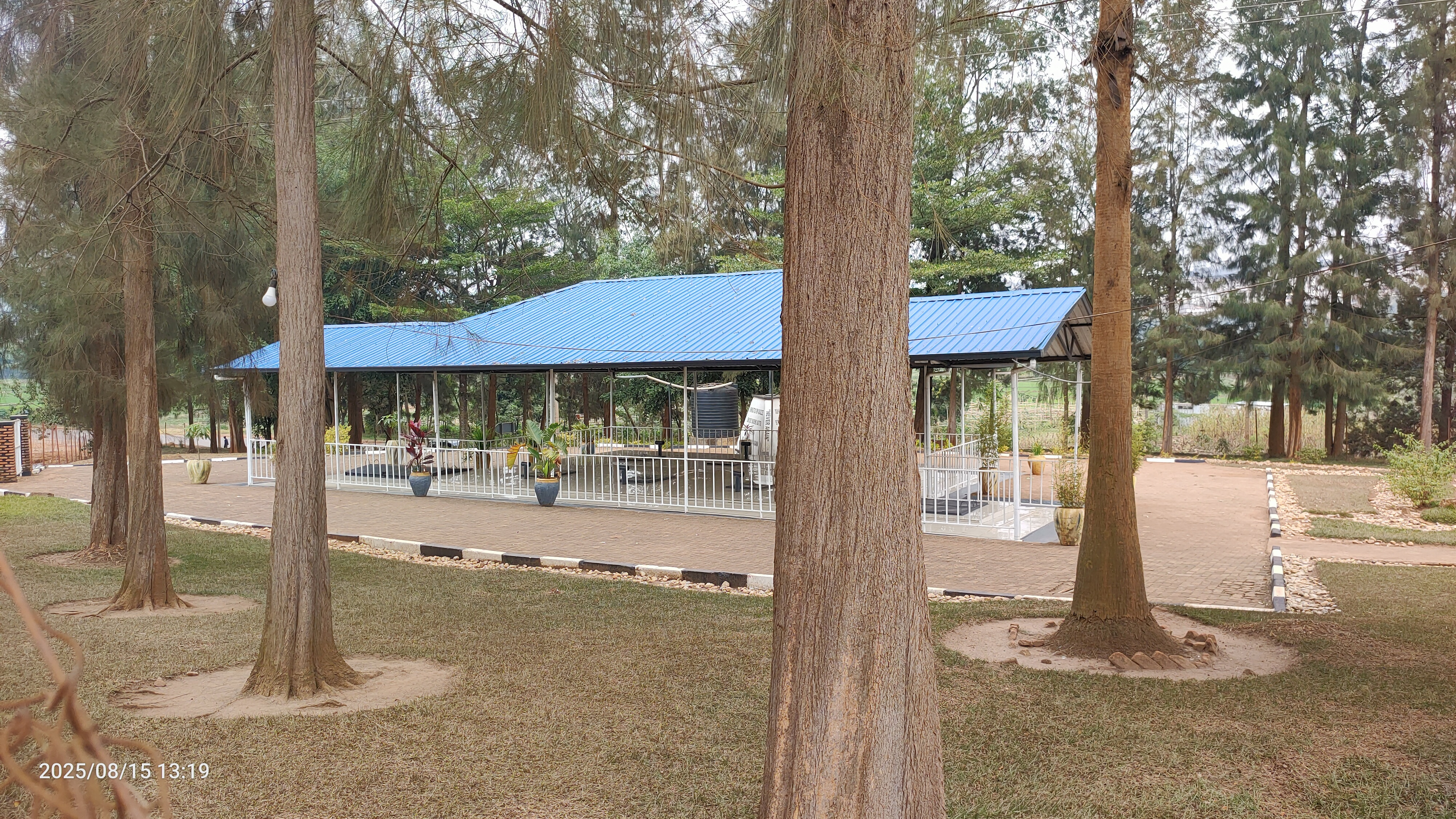
Vue du mémorial; août 2025

## Particularités
Le mémorial abrite les restes d’environ 333 victimes (chiffre communiqué lors des commémorations de mai 2025), provenant des secteurs de Jabana, Nduba, Jali, Gatsata et Ndera. Des marches du souvenir (walk to remember) relient périodiquement les sites industriels voisins au mémorial, suivies de dépôts de gerbes et de témoignages de rescapés. Des réinhumations récentes y ont aussi été signalées par les médias locaux et les réseaux sociaux,.

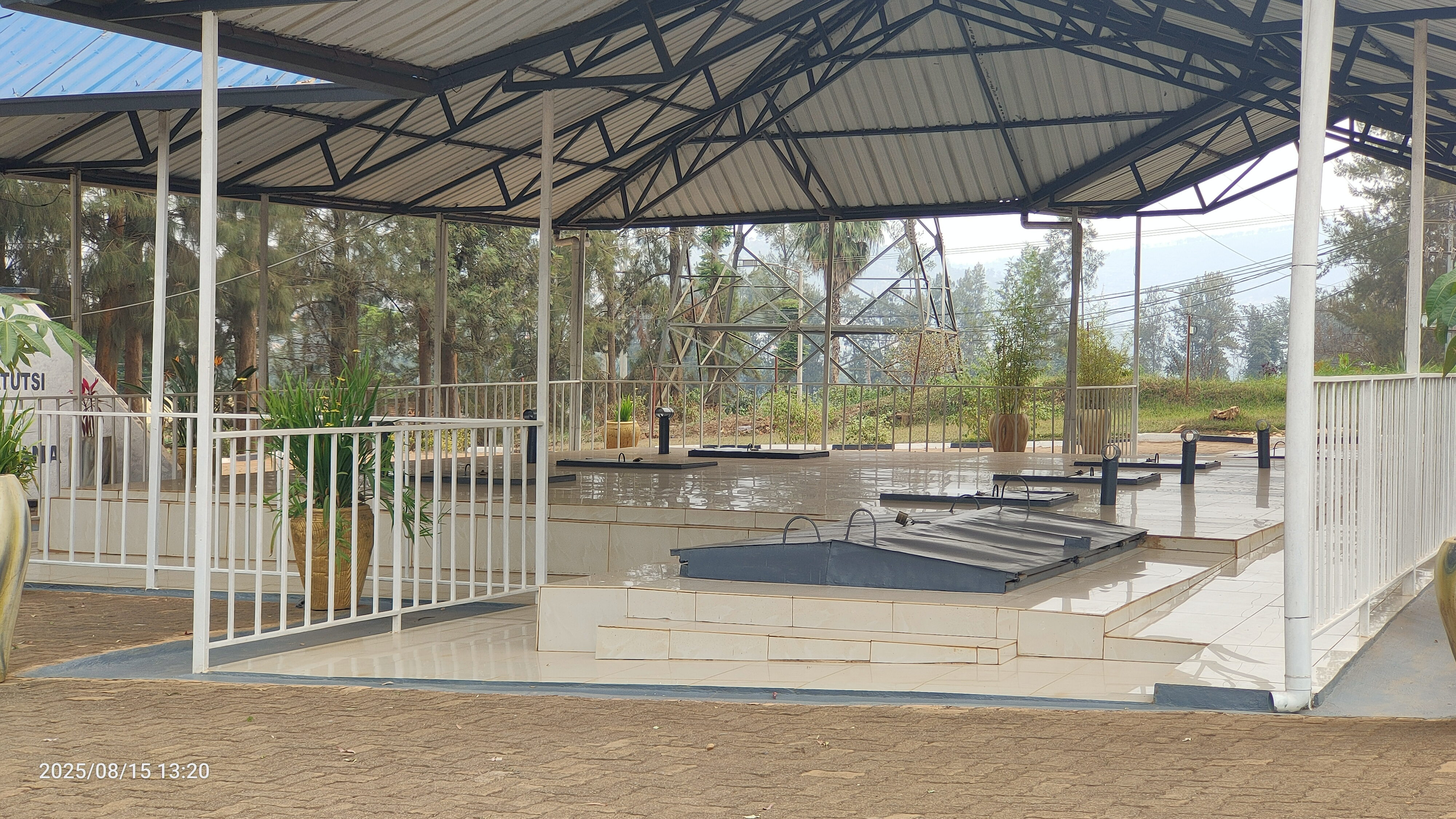
Fosse commune; août 2025